# میاتا، میازاکی
میاتا، میازاکی (به لاتین: Mimata, Miyazaki) یک منطقهٔ مسکونی در ژاپن است که در استان میازاکی واقع شده‌است. میاتا  ۲۶٬۷۵۲ نفر جمعیت دارد.